# Interlands IJslands voetbalelftal 1946-1949
Deze pagina toont een chronologisch en gedetailleerd overzicht van de interlands die het IJslands voetbalelftal heeft gespeeld in de periode 1946 – 1949. IJsland speelde op 17 juli 1946 zijn eerste interland, een thuiswedstrijd tegen Denemarken (0–3 verlies). Een jaar later maakte Albert Guðmundsson in de interland tegen Noorwegen het eerste doelpunt in de interlandgeschiedenis van IJsland. In de jaren 50 speelde het nationaal elftal uitsluitend vriendschappelijke wedstrijden met alleen Scandinavische landen als opponenten.

## Interlands

### 1946
|                                                  |         |                                                         |            |                                                                                     |
| 17 juli Vriendschappelijk № 1 «onderlinge duels» | IJsland | 0 – 3                                                   | Denemarken | Melavöllur, Reykjavik Toeschouwers: 8.000 Scheidsrechter: Thoralf Kristiansen (NOR) |
| 17 juli Vriendschappelijk № 1 «onderlinge duels» |         | 5' Karl Hansen 72' Kaj Christiansen 74' Jørgen Sørensen |            | Melavöllur, Reykjavik Toeschouwers: 8.000 Scheidsrechter: Thoralf Kristiansen (NOR) |

### 1947
|                                                  |                                              |       |                                                            |                                                                              |
| 24 juli Vriendschappelijk № 2 «onderlinge duels» | IJsland                                      | 2 – 4 | Noorwegen                                                  | Melavöllur, Reykjavik Toeschouwers: 6.000 Scheidsrechter: Lionel Gibbs (ENG) |
| 24 juli Vriendschappelijk № 2 «onderlinge duels» | Albert Guðmundsson 4' Albert Guðmundsson 38' |       | 6' Knut Brynildsen 23' Gunnar Thoresen 29' Gunnar Thoresen | Melavöllur, Reykjavik Toeschouwers: 6.000 Scheidsrechter: Lionel Gibbs (ENG) |

### 1948
|                                                 |                                             |       |         |                                                                              |
| 2 juli Vriendschappelijk № 3 «onderlinge duels» | IJsland                                     | 2 – 0 | Finland | Melavöllur, Reykjavik Toeschouwers: 8.000 Scheidsrechter: John Nilsson (SWE) |
| 2 juli Vriendschappelijk № 3 «onderlinge duels» | Ríkharður Jónsson 85' Ríkharður Jónsson 88' |       |         | Melavöllur, Reykjavik Toeschouwers: 8.000 Scheidsrechter: John Nilsson (SWE) |

### 1949
|                                                     |                                                                                         |       |                         |                                                                                  |
| 7 augustus Vriendschappelijk № 4 «onderlinge duels» | Denemarken                                                                              | 5 – 1 | IJsland                 | Aarhusstadion, Aarhus Toeschouwers: 11.000 Scheidsrechter: Kolbjørn Dæhlen (NOR) |
| 7 augustus Vriendschappelijk № 4 «onderlinge duels» | Knud Lundberg 3' Jens Hansen 35' Kai Frandsen 51' Jens Hansen 57' Frank Reckendorff 65' |       | 79' Halldór Halldórsson | Aarhusstadion, Aarhus Toeschouwers: 11.000 Scheidsrechter: Kolbjørn Dæhlen (NOR) |

KSÍ · A-internationals · Bondscoaches · Statistieken · IJslands vrouwenelftal · Olympisch elftal · IJsland U21 · IJsland U20 · IJsland U19 · IJsland U18 · IJsland U17 · IJsland U16 · Vrouwen U17
1946 – 1949 · 1950 – 1959 · 1960 – 1969 · 1970 – 1979 · 1980 – 1989 · 1990 – 1999 · 2000 – 2009 · 2010 – 2019 · 2020 − 2029
EK 2016
WK 2018
1946 · 1947 · 1948 · 1949 · 1950 · 1951 · 1952 · 1953 · 1954 · 1955 · 1956 · 1957 · 1958 · 1959 · 1960 · 1961 · 1962 · 1963 · 1964 · 1965 · 1966 · 1967 · 1968 · 1969 · 1970 · 1971 · 1972 · 1973 · 1974 · 1975 · 1976 · 1977 · 1978 · 1979 · 1980 · 1981 · 1982 · 1983 · 1984 · 1985 · 1986 · 1987 · 1988 · 1989 · 1990 · 1991 · 1992 · 1993 · 1994 · 1995 · 1996 · 1997 · 1998 · 1999 · 2000 · 2001 · 2002 · 2003 · 2004 · 2005 · 2006 · 2007 · 2008 · 2009 · 2010 · 2011 · 2012 · 2013 · 2014 · 2015 · 2016 · 2017 · 2018 · 2019 · 2020 · 2021 · 2022 · 2023 · 2024
Albanië ·
Andorra ·
Argentinië ·
Armenië ·
Azerbeidzjan ·
Bahrein ·
België ·
Bermuda ·
Bolivia ·
Bosnië en Herzegovina ·
Brazilië ·
Bulgarije ·
Canada ·
Chili ·
China ·
Cyprus ·
Denemarken ·
DDR ·
Duitsland ·
El Salvador ·
Engeland ·
Estland ·
Faeröer ·
Finland ·
Frankrijk ·
Georgië ·
Ghana ·
Griekenland ·
Guatemala ·
Honduras ·
Hongarije ·
Ierland ·
India ·
Iran ·
Israël ·
Italië ·
Japan ·
Kazachstan ·
Koeweit ·
Kosovo ·
Kroatië ·
Letland ·
Liechtenstein ·
Litouwen ·
Luxemburg ·
Malta ·
Mexico ·
Moldavië ·
Montenegro ·
Nederland ·
Nigeria ·
Noord-Ierland ·
Noord-Macedonië ·
Noorwegen ·
Oeganda ·
Oekraïne ·
Oostenrijk ·
Peru · 
Polen ·
Portugal ·
Qatar ·
Roemenië ·
Rusland ·
San Marino ·
Saoedi-Arabië ·
Schotland ·
Slovenië ·
Slowakije ·
Sovjet-Unie ·
Spanje ·
Trinidad en Tobago ·
Tsjechië ·
Tsjecho-Slowakije ·
Tunesië ·
Turkije ·
Venezuela ·
Verenigde Arabische Emiraten ·
Verenigde Staten ·
Wales ·
Wit-Rusland ·
Zuid-Afrika ·
Zuid-Korea ·
Zweden ·
Zwitserland
Argentinië (2018) ·
Engeland (2016) · 
Hongarije (2016) ·
Kroatië (2018) ·
Nigeria (2018) · 
Portugal (2016)
Albanië · België · Bulgarije · Denemarken · Duitsland · Engeland · Estland · Finland · Frankrijk · Griekenland · Hongarije · Ierland · IJsland · Israël · Italië · Joegoslavië · Kroatië · Letland · Litouwen · Luxemburg · Nederland · Noord-Ierland · Noorwegen · Oostenrijk · Polen · Portugal · Roemenië · Schotland · Slowakije · Spanje · Tsjecho-Slowakije · Turkije · Wales · Zweden · Zwitserland